# Florestas Costeiras da Bahia

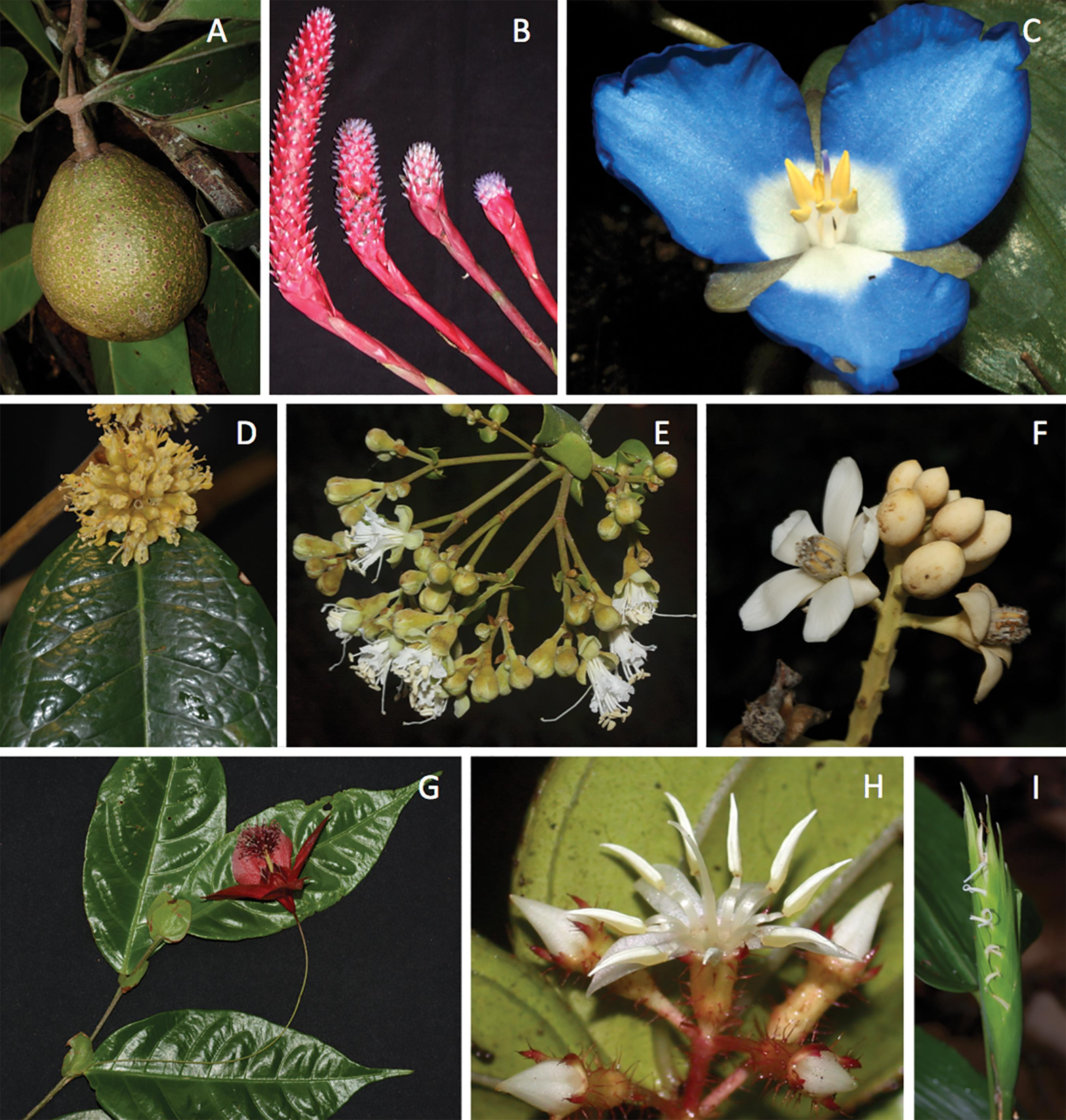
Algumas angiospermas endêmicas das florestas costeiras da Bahia: a) Kuhlmanniodendron macrocarpum (Achariaceae). b) Quesnelia koltesii (Bromeliaceae). c) Dichorisandra leucophtalmos (Commelinaceae). d) Tapura zei-limae (Dichapetalaceae). e) Arapatiella psilophylla (Fabaceae). f) Harleyodendron unifoliolatum (Fabaceae). g) Pavonia goetheoides (Malvaceae). h) Pleiochiton amorimii (Melastomataceae). i) Anomochloa marantoidea (Poaceae).

As Florestas Costeiras da Bahia compreendem uma ecorregião no domínio da Mata Atlântica definida pelo WWF que se estende por toda a costa do sul da Bahia até o norte do Espírito Santo. Trata-se de um centro de endemismo, com inúmeras espécies correndo risco de extinção, como o pau-brasil, o mico-leão-de-cara-dourada e a preguiça-de-coleira. Fazem parte de um dos ecossistemas mais ameaçados do mundo, visto que restam apenas 5% de remanescentes da Mata Atlântica.

## Características
Nesta região, a fitofisionomia predominante é a floresta ombrófila densa, com formações de restinga e manguezais no litoral. Nas regiões florestais, as árvores podem alcançar até 35m de altura. É notável a semelhança de muitos trechos dessa floresta, principalmente no Espírito Santo, com a Floresta Amazônica: tais florestas são conhecidas por "Mata de Tabuleiro", que é uma floresta estacional semidecidual com uma grande quantidade de lianas. O clima é quente e úmido com precipitação anual média entre 1200 e 1800mm, com um eventual período seco de maio a setembro na porção sul da ecorregião.

## Biodiversidade

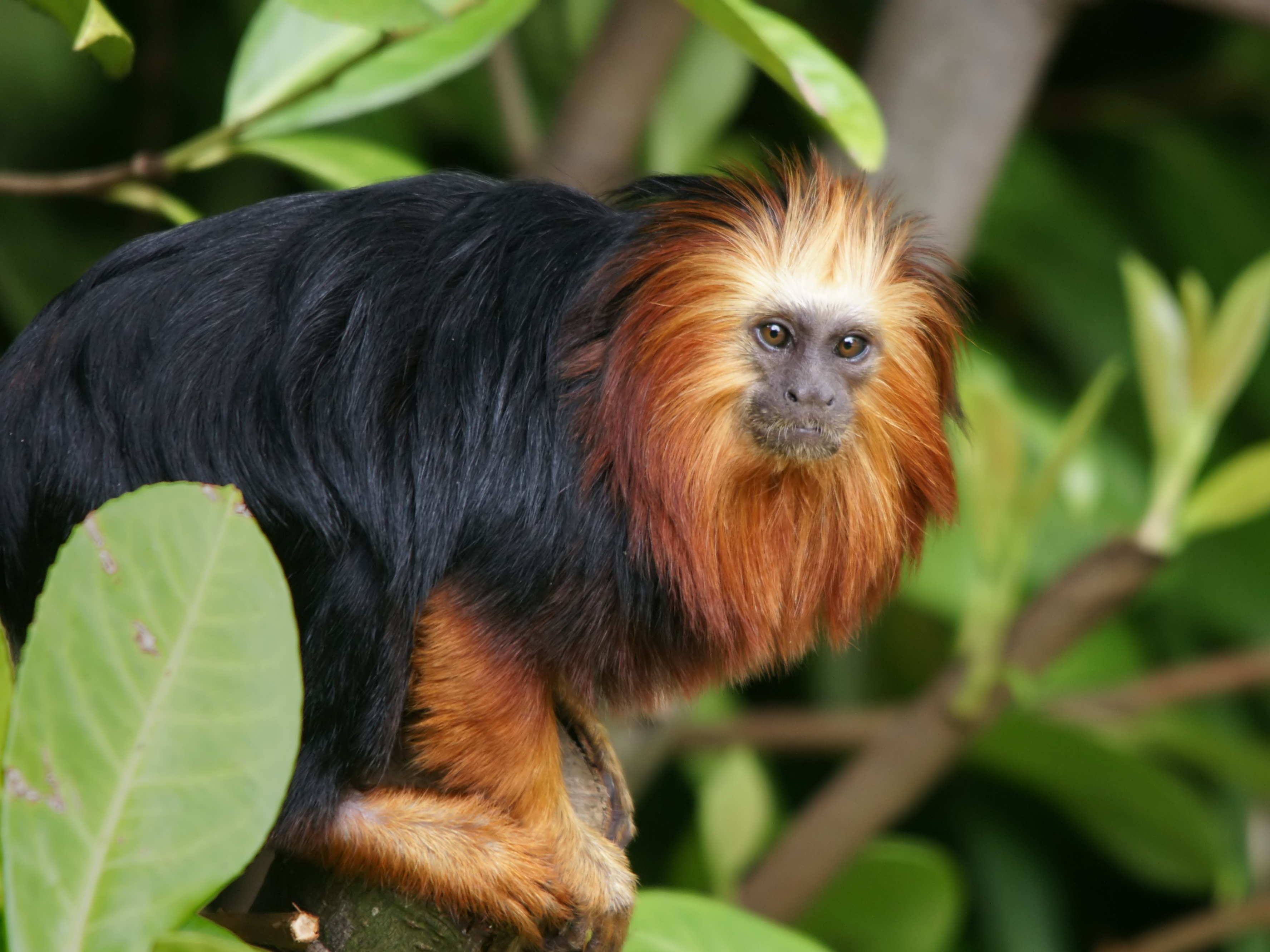
O mico-leão-de-cara-dourada é um primata endêmico das florestas do sul da Bahia.

É um dos mais importantes centros de endemismo na Mata Atlântica e com uma rica biodiversidade. A região possui 12 espécies de primatas, o que representa 60% das espécies da Mata Atlântica: entre eles estão os populares mico-leão-de-cara-dourada e o macaco-prego-do-peito-amarelo. A diversidade de aves é tamanha, que nela existem 50% das espécies endêmicas da Mata Atlântica. Em Una, foi constatado o maior número de espécies vegetais por hectare.[carece de fontes?]

## Conservação
A região, principalmente a Mesorregião do Sul Baiano, é um dos maiores produtores de cacau, que por ser muitas vezes plantado em meio ao sub-bosque da floresta, não foi tão nocivo à biodiversidade, pois não convertia grandes trechos de floresta em monoculturas. Mas mesmo assim, entre 2 a 7% da cobertura original ainda persiste, a maior parte em propriedades particulares, o que dificulta a preservação dos remanescentes de floresta: o sul da Bahia possui um mosaico de unidades de conservação que somam cerca de 500km² e a Reserva Biológica de Sooretama e a Reserva Natural Vale somam 440km² no Espírito Santo. A importância biológica dessa ecorregião somada com seu alto grau de devastação torna prioritária a criação de corredores ecológicos. De fato, é proposto a criação de um corredor que abrangerá cerca de 86.000km², o Corredor Central da Mata Atlântica, ligando os principais remanescentes de floresta do sul da Bahia e do Espírito Santo.